# Киара Дзорци
Киара Дзорци (на италиански: Chiara Zorzi или на венецианското наречие Chiara Giorgi), също отбелязвана като Clara или Claire († 1454), е херцогиня на основаното от кръстоносците Атинско херцогство чрез брака си с Нерио II Ачайоли и след неговата смърт става регентка на сина им Франческо I от 1451 до 1454 г.
Киара е дъщеря на Николо III Дзорци, маркграф на Маркграфство Бодоница. Известна с красотата си, тя е омъжена за Нерио II Ачайоли. Скоро след неговата смърт тя се влюбва във венецианеца Бартоломео Контарини при неговото посещение в Атина и го моли да ѝ предложи брак. Контарини вече е женен към този момент, но за да може да се ожени за Киара, заминава за Венеция и убива съпругата си, след което се връща в Атина и през 1453 г. се жени за Киара. Като неин съпруг, той също взима участие в управлението на регетството.
Атиняните обаче не са доволни от венецианското влияние в управлението и се оплакват на османския султан. Мехмед II се намесва и извиква Бартоломео Контарини и младия херцог Франческо в Одрин. Никой повече нищо не чува за Франческо.
Франческо II, братовчед на изчезналия Франческо I, е изпратен в Атина като нов херцог с позволението на османците и Киара загубва властта си в града. Новият херцог убива Киара в Мегара, а Бартоломео Контарини апелира към султана за справедливост. Франческо II е свален и султанът поема управлението на Атина.